# 7188 Йосій
7188 Йосій (7188 Yoshii) — астероїд головного поясу, відкритий 23 вересня 1992 року.
Тіссеранів параметр щодо Юпітера — 3,653.
Названо на честь астронома-аматора Йосій (яп. よしい(吉井)).